# Beeld
Beeld este un ziar național din Africa de Sud, de limbă afrikaans difuzat în această țară începând cu 16 septembrie 1974. Acum este distribuit în principal în provinciile constituente din Gauteng, Mpumalanga, Limpopo și North West.
În timpul perioadei apartheidului, ziarul a susținut partidul național de guvernământ, susținând în același timp o linie reformistă. Principalul său concurent a fost Die Transvaler, pe care îl înlocuiește la începutul anilor 1990.
Beeld (care nu trebuie confundat cu Die Beeld, un ziar afrikaans din anii 1960) este cel mai mare ziar zilnic de limbă afrikaans, care are peste 104.000 de cititori. Publicat în Johannesburg, el este astăzi deținut de grupul de presă Naspers.
Motto-ul său este Jou wêreld, Jou koerant (Lumea ta, ziarul tău în Afrikaans). 

## Suplimente
- Sake (Mon-Fri)[1]
- Motors (Thur)[1]
- Vrydag (Fri)[1]

## Lista editorilor
- Schalk Pienaar (1974–1975)
- Johannes Grosskopf (1975–1977)
- Ton Vosloo (1977–1983)
- Willem Wepener (1983–1989)
- Salie de Swardt (1989–1992)
- Willie Kühn (1993–1996)
- Johan de Wet (1996–1999)
- Arrie Rossouw (1999–2000)
- Peet Kruger (2000–2009)
- Tim du Plessis (2009–2011)
- Peet Kruger (2011 - 2013)
- Adriaan Basson (2013 - 2015)
- Barnard Beukman (2015 - Prezent)